# آملودیپین
آملودیپین (به انگلیسی: Amlodipine) دارویی است از گروه مسدودکنندهٔ کانال کلسیم که به‌صورت قرص ارائه می‌شود و کاهندهٔ فشار خون، ضد آنژین صدری است.

## مصرف در دوران شیردهی
این دارو از طریق شیر مادر به بدن نوزاد منتقل می‌شود ولی اثرات و مضرات آن بر روی کودک به صورت کامل مشخص نیست . در دوران شیردهی، قبل از مصرف آملودیپین با پزشک خود مشورت کنید .

## عوارض جانبی
مهمترین عوارض جانبی آملودیپین شامل افت فشار خون، ادم مفصل، خارش پوست، بر افروختگی و تعریق، سردرد و حالت تهوع است. سایر عوارض جانبی این دارو شامل درد شکم، تنگی نفس، التهاب گلو، زبان و لب است که نادر میباشد.